# Four à cade

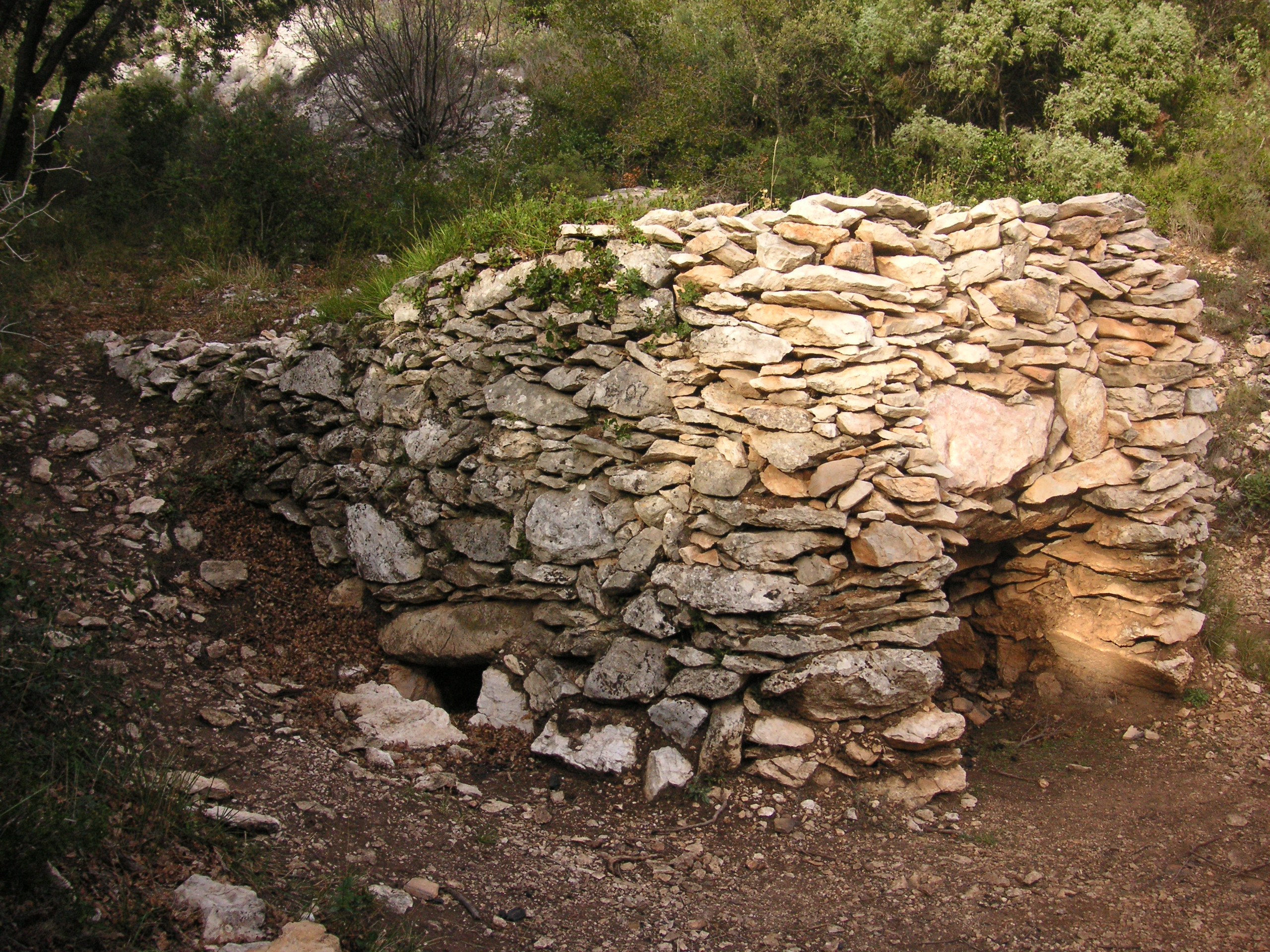
Four à cade de profil.

Un four à cade est une construction massive en pierres sèches qui sert à la fabrication de l'huile de cade, par combustion incomplète du genévrier oxycèdre (Juniperus oxycedrus). L'huile de cade ne doit pas être confondue avec la cade qui est une spécialité toulonnaise à base de farine de pois chiche.

## Historique
L’extraction de l’huile de cade répond, entre autres, à la demande de la médecine, de la cosmétologie, de l’élevage, aux soins vétérinaires.
On recense au moins 176 fours à cade, dont la majorité se situent dans le Var et 10 dans le département des Bouches-du-Rhône.

## L'intérieur du four
Le cœur du four était construit en briques réfractaires : il était récupéré lors du déplacement et de la reconstruction du four nécessité par l'épuisement des ressources environnantes.

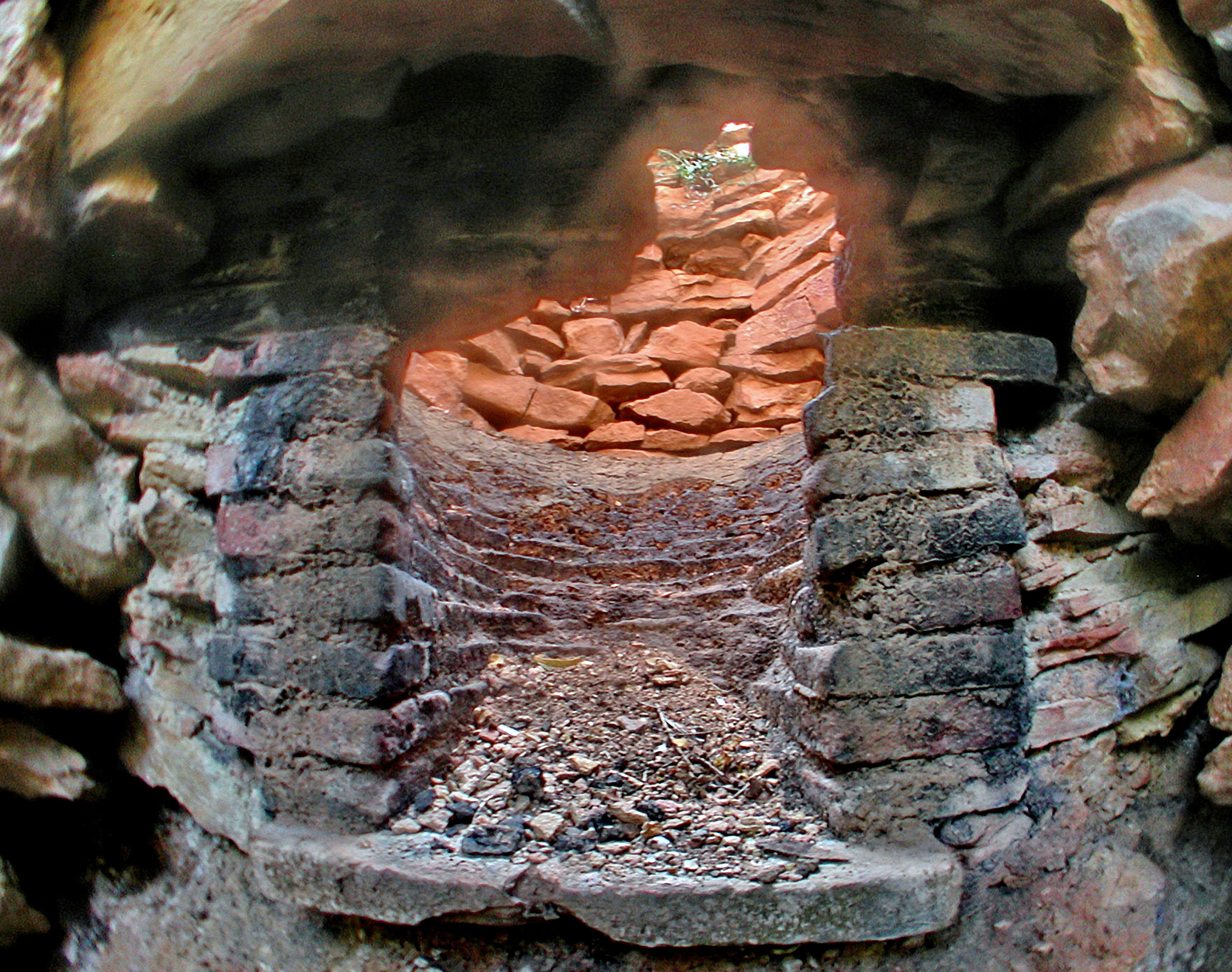
Four à cade : vue de l'ouverture antérieure de la jarre.
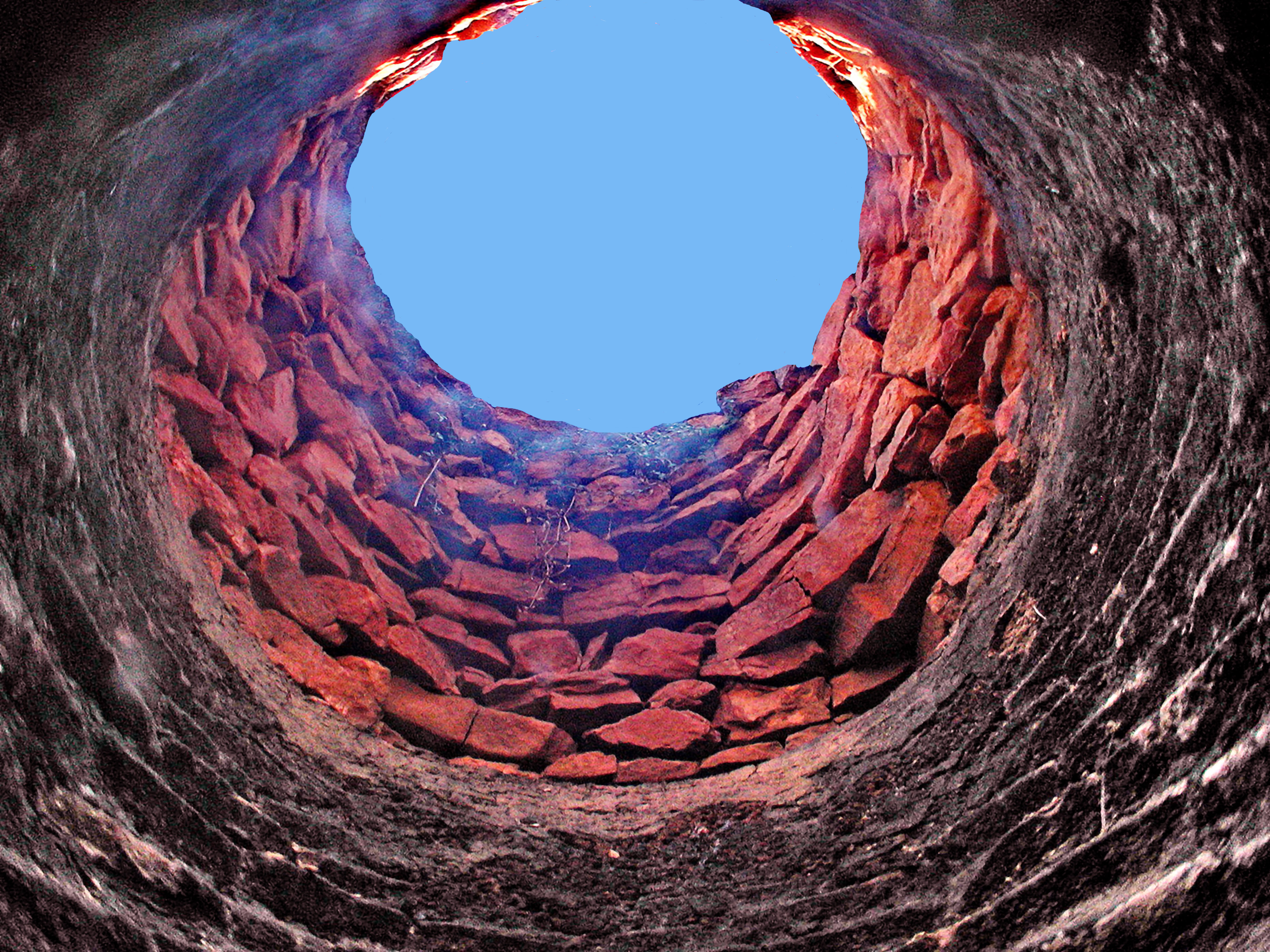
Four à cade : vue interne de la cheminée.
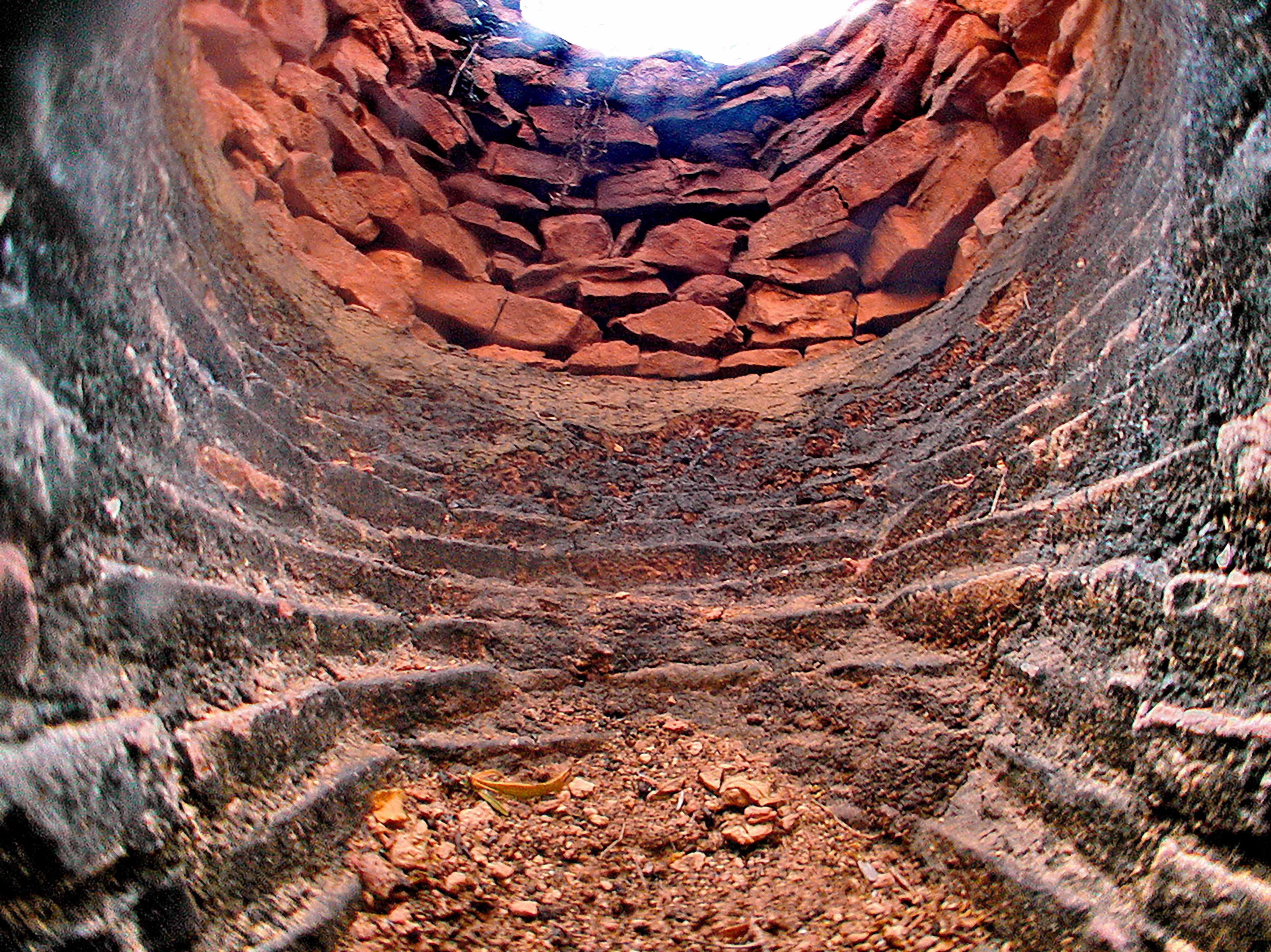
Four à cade : vue antérieure de la jarre.
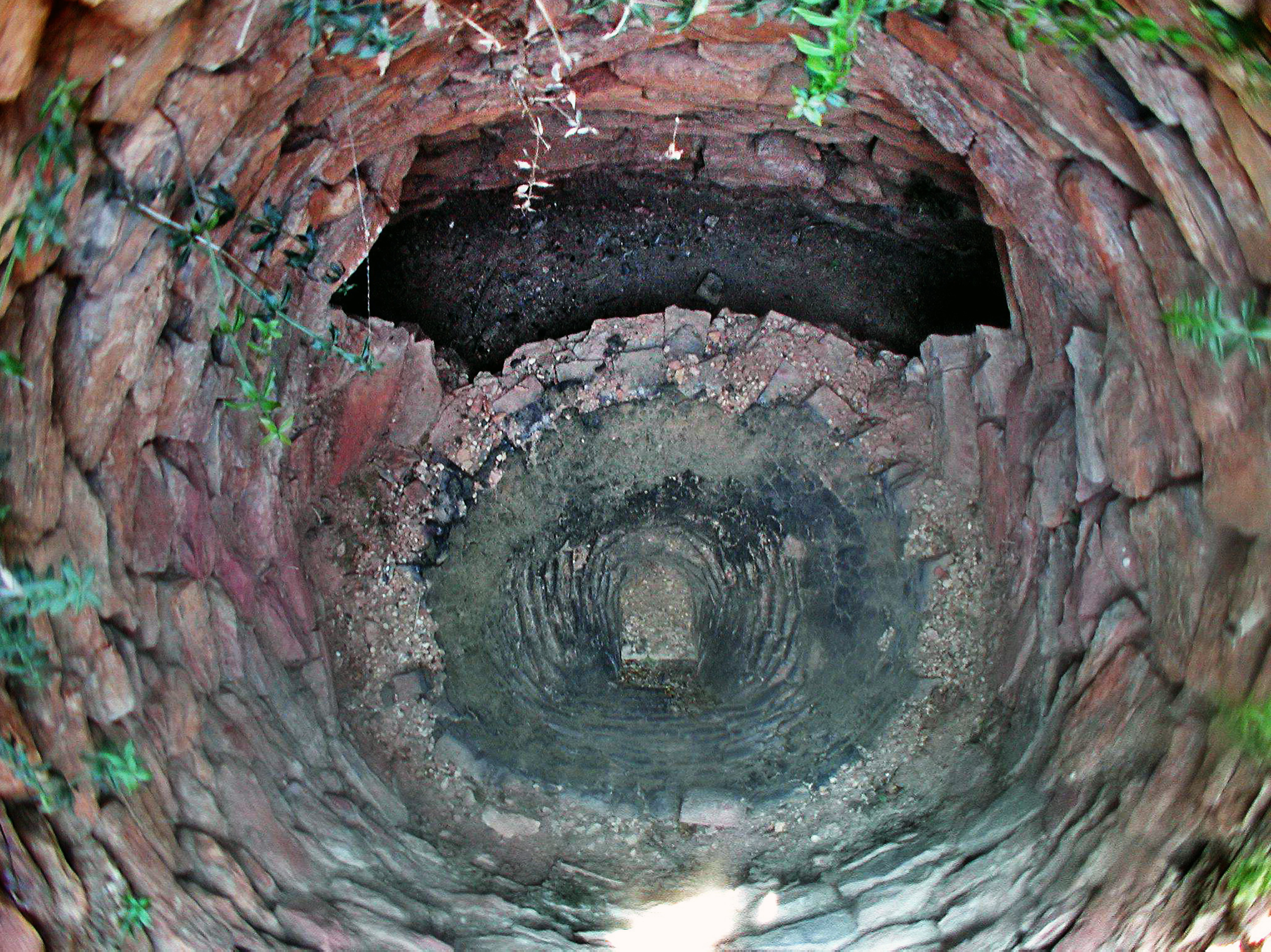
Four à cade : vue supérieure des évents.
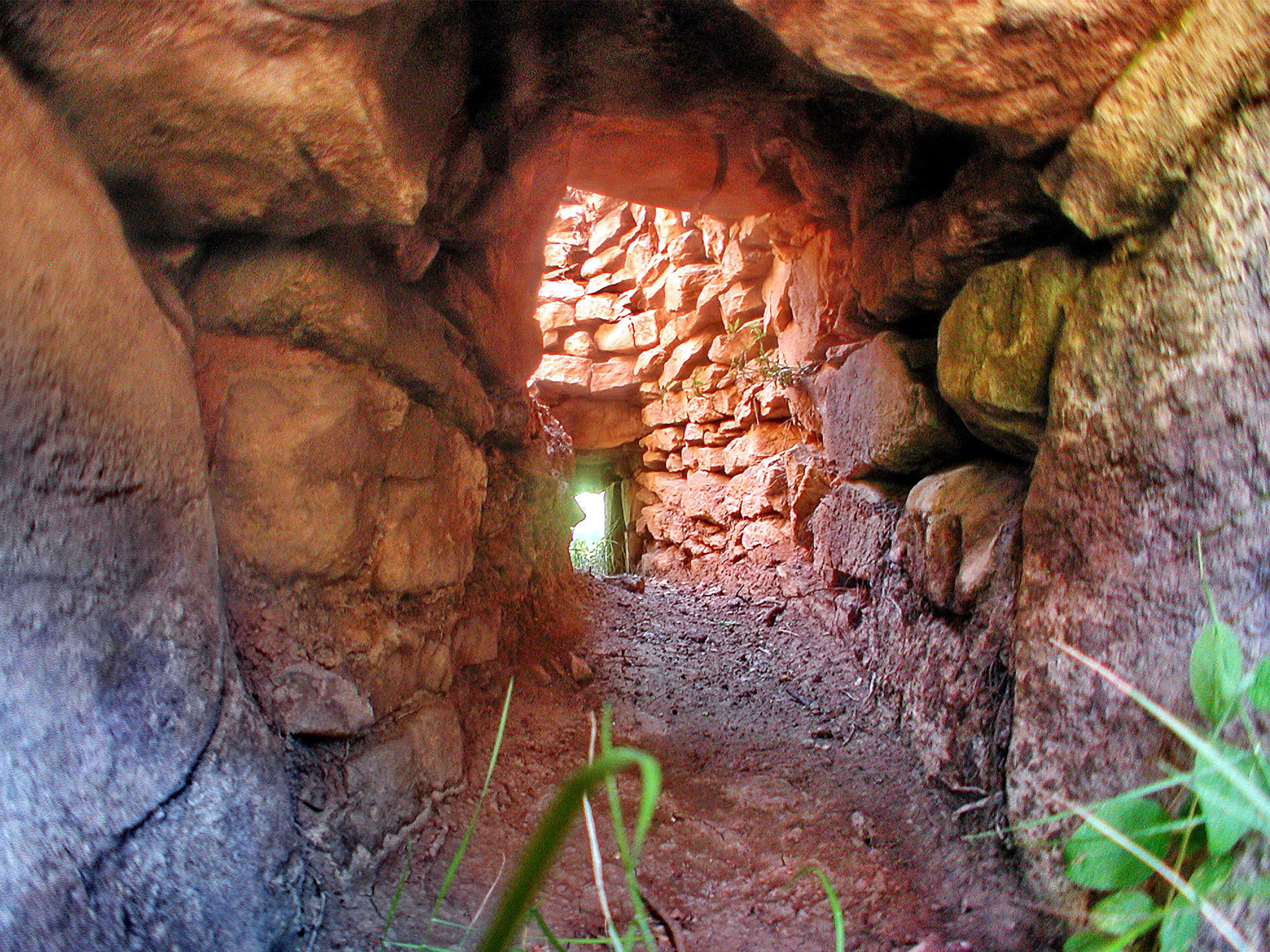
Four à cade : vue des évents d'aération.